# Nomada papuana
Nomada papuana är en biart som beskrevs av Cockerell 1933. Nomada papuana ingår i släktet gökbin, och familjen långtungebin. Inga underarter finns listade i Catalogue of Life.